# ۶۱ (میلادی)
۶۱ (میلادی) شصت و یکمین سال تقویم میلادی است.

## رویدادها
بر اساس مکان
امپراتوری روم
- گالبا فرماندار هیسپانیا تاراکوننسیس شد.
- وقایع زیر در بریتانیای رومی (بریتانیا) در سال ۶۰ یا ۶۱ میلادی رخ می‌دهد:
  - گایوس سوئتونیوس پائولینوس، فرماندار رومی بریتانیا، جزیره مونا (انگلسی)، آخرین دژ دروئیدها را تصرف می‌کند.[۱][۲]
  - پراسوتاگوس، پادشاه آیسنی (آنگلیای شرقی امروزی)، در حالی که وصیت‌نامه‌ای مبنی بر انتقال پادشاهی‌اش به دو دخترش و امپراتوری روم از خود به جا گذاشته بود، درگذشت. با این حال، ارتش روم، پادشاهی را طوری تصرف کرد که گویی فتح شده است، و اشراف را از زمین‌های موروثی‌شان محروم و زمین‌ها را غارت کرد. بیوه پادشاه، بودیکا، شلاق خورد و مجبور شد شاهد تجاوز عمومی به دخترانش باشد.[۳]سرمایه‌داران رومی، از جمله سنکای جوان، وام‌های خود را مطالبه کردند.[۴]
  - بودیکا شورش آیسنی‌ها را علیه حکومت روم رهبری کرد.[۵]در اتحاد با ترینوونتس، کورنووی، دوروتریج و بریتانیایی‌های سلتی. آیسنی‌ها و ترینوونتس‌ها ابتدا پایتخت روم، کامولودونوم (کولچستر) را ویران می‌کنند، پیاده‌نظام لژیون نهم هیسپانا (به فرماندهی کوینتوس پتیلیوس سریالیس) را از بین می‌برند و سپس لوندینیوم (لندن) (احتمالاً پل لندن را ویران می‌کنند) و ورولامیوم (سنت آلبانز) را به آتش می‌کشند و در همه موارد هزاران نفر از ساکنان را قتل عام می‌کنند.

## زادگان
- پلینی کوچک، نویسنده و دولتمرد رومی (متوفی حدود ۱۱۳ میلادی)[۶]

## درگذشتگان
- برنابا، یهودی قبرسی و اسقف میلان (تاریخ تقریبی)

- بودیکا، ملکه بریتانیایی قبیله آیسنی (تاریخ تقریبی)

- لوسیوس پدانیوس سکوندوس، سیاستمدار و فرماندار رومی

- ما وو، ژنرال چینی سلسله هان شرقی

- پوبلیوس ممیوس رگولوس، سیاستمدار رومی